# Anakonda 2: Lov na krvavo orhidejo
Anakonda 2: Lov na krvavo orhidejo (izvirni angleški naslov Anacondas: The Hunt for the Blood Orchid) je pustolovska grozljivka iz leta 2004, delo filmskega režiserja Dwighta H. Littla. Film je nadaljevanje Anakonde (Anaconda) iz leta 1997. Je drugi del iz filmske serije Anakonda (Anaconda) in zadnji, ki je bil predvajan v kinih. Film sledi skupini raziskovalcev, ki se odpravijo na jugovzhodni azijski otok Borneo v Indonezijo, da bi našli redko rožo, ki bi lahko ljudem podaljševala življenja. Toda kmalu postanejo tarča smrtonosnih anakond, ki živijo na otoku. Prav tako je pojasnjena velikost anakond iz prvega dela.

## Vsebina
Ekipa raziskovalcev iz New Yorškega farmacevtskega podjetja Wexel Hall - dr. Jack Byron, Gordon Mitchell, Sam Rogers, Gail Stern, Cole Burris, in dr. Ben Douglas - se odpravijo v Borneo, da bi našli ''krvavo orhidejo'', rožo, ki deluje kot izvir mladosti. Čeprav sta njihov vodič Bill Johnson in njegov partner Tran v dvomih glede poti, ga Jack prepriča za nevarnejšo pot. Ekipa tako pade čez slap. Velikanska anakonda napade in požre Bena v celoti, ostali pa reki pobegnejo. Bill jim pove, da je to največja kača, ki jo je kadar koli videl, in da bo vzelo tedne, da bo spet postala lačna. Večina ekipe prekliče iskanje orhideje. Odidejo do Billovega prijatelja Johna Livingstona, ki živi na reki, upajoč da bi jim Johnson lahko posodil barko. Toda, ko prispejo najdejo Livingstona mrtvega, njegovo barko pa uničeno.
Tako se znajdejo v domorodski vasici, kjer najdejo mrtvo anakondo iz katere gleda par človeških nog. Ekipa nato ugotovi, da so anakonde tako velike, ker so del njihove prehrane tudi krvave orhideje. Jack meni, da morajo zdaj ko so blizu orhidej, jih tudi poiskati. Ostali pa so mnenja, da ni nobenih dokazov, da ima orhideja enake učinke na ljudi. Ker si želijo oditi, začnejo graditi čoln.
Gordon najde Livingstonov radio in pištolo, ter izve, da bi lahko na pomoč poklicali že veliko prej. Ker Jack ne dovoli, da se misija iskanja orhideje konča, paralizira Gordona s pomočjo strupenega pajka. Ko se Jack ostalim pridruži pri čolnu, Sam najde Gordona in pajkov ugriz. Toda kmalu, ko Gordona pusti samega se pojavi anakonda in ga živega požre. Ko ostali končajo z gradnjo, zažgejo zgradbo v kateri se nahaja anakonda. Jack pa med njihovo odsotnostjo ukrade čoln.
Ker nimajo drugega materiala za gradnjo čolna, se odločijo da v džungli najdejo Jacka in si prevzamejo čoln. Na njihovi poti padejo v jamo, ko poskušajo uiti anakondi. Cole se izgubi iz zganja paniko, ko najde človeško okostje. Zbeži k Billovemu partnerju Tranu, medtem ko so ostali že skupaj. Trana pod vodo požre anakonda, prestrašeni Cole pa sledi skupini, medtem ko mu sledi anakonda. Cole obtiči, toda Sam obglavi anakondo z mačeto. Vendar Cola zagrabi druga anakonda. Ekipa mu sledi in ga najde v anakondinem objemu, vendar še vedno živega. Bill vrže nož v anakondino glavo, jo ubije in s tem osvobodi Cola.
Ekipa najde čoln, ko Jack najde krvave orhideje nad breznom v katerem se anakondini samci pripravljajo na parjenje s kraljico. Jack ustreli Billa v roko in prisili Sam, da prečka brezno ter nabere orhideje v nahrbtnik. Ko se vrne, delo po katerem je prečkala brezno poči. Jack zahteva, da mu Sam vrže nahrbtnik, vendar ona zahteva da on odvrže pištolo ali pa bo orhideje odvrgla v brezno. Deblo dokončno pade in Sam se ujame na pol poti do dna. Medtem, ko ji ostali pomagajo nazaj gor, se Jack trudi dobiti nahrbtnik. Takrat mu uide pajek iz kozarca, s katerim je paraliziral Gordona, in ga piči. Jack pade v brezno in postane lahek plen, medtem ko ostali pobegnejo. 
Samica jih zazna in Bill jo poskuša ustreliti, vendar je pištola prazna. Cole jo ustreli s signalno pištolo, kar sproži verižno reakcijo, ki ubije kače in uniči krvave orhideje. Bill, Sam, Cole in Gale se vrnejo do čolna in odidejo.

## Igralci
- Johhny Messner kot Bill Johnson
- KaDee Strickland kot Sam Rogers
- Matthew Marsden kot Jack Byron
- Eugene Byrd kot Cole Burris
- Salli Richardson kot Gail Stern